# Шумилов, Анатолий Иванович
 Анато́лий Ива́нович Шуми́лов  (21 сентября 1915 — 25 февраля 2002) — советский офицер-танкист, участник Великой Отечественной войны, Герой Советского Союза (1945). Полковник запаса.
В годы Великой Отечественной войны командир роты танков Т-34 49-й гвардейской танковой бригады А. И. Шумилов особо отличился в боях в январе 1945 года при освобождении польских населённых пунктов Гощин, Блиндув, Любень, Ходеч и Радзеюв. Его танковая рота нанесла противнику большие потери, на боевом счету экипажа А. И. Шумилова — одна уничтоженная противотанковая батарея, 4 пулемёта и 2 автомашины. 20 января, благодаря активным действиям роты А. И. Шумилова, без особых потерь был взят город Радзеюв (Польша).

## Биография
Родился 21 сентября 1915 года в деревне Пестово (ныне в Ивняковском сельском поселении Ярославского муниципального района Ярославской области) в крестьянской семье. Окончил 7 классов.
После окончания в 1935 году фабрично-заводского училища работал слесарем-сборщиком на заводе синтетического каучука в Ярославле.
В апреле 1937 года был призван в Красную Армию и направлен в авиационную школу. Школу не окончил — при совершении очередного прыжка с парашютом получил серьёзную травму. В сентябре 1937 года вернулся домой. Четыре года работал бригадиром тракторной бригады на Курбской машинно-тракторной станции.

### Великая Отечественная война
В сентябре 1941 года вновь призван в Красную Армию Курбским РВК. Механик-водитель танка КВ А. И. Шумилов — на Западном фронте с декабря 1941 года.
Затем служил в отдельном учебном танковом полку. В марте 1943 года направлен на учёбу в военное училище. В 1944 году окончил 1-е Харьковское танковое училище (ныне Ташкентское высшее танковое командное ордена Ленина училища имени дважды Героя Советского Союза маршала бронетанковых войск П. С. Рыбалко), эвакуированное в город Чирчик (ныне Узбекистан).
После окончания училища младший лейтенант А. И. Шумилов получил назначение командиром танкового взвода. С мая по июнь 1944 года проходил боевую подготовку во 2-й учебной танковой бригаде. Затем вернулся на фронт. Участвовал в боях на 1-м Прибалтийском и 1-м Белорусском фронтах.
В июле 1944 года командир взвода 308-го (с ноября 1944 — 2-го) танкового батальона 107-й (с ноября 1944 — 49-й гвардейской) танковой бригады младший лейтенант А. И. Шумилов участвовал в штурме города Демблин (Польша). С 20 по 28 июля в уличных боях его танковый экипаж записал на свой боевой счёт 4 пулемётных точки, два миномёта, две автомашины и 16 солдат и офицеров противника. Неоднократно водил свой взвод в разведку, что способствовало успешному исходу боя. Также на счету его танкового взвода одно самоходное орудие противника.
В декабре 1944 года был принят в ВКП(б)/КПСС. Особо отличился в боях за освобождение Польши, будучи уже командиром танковой роты 2-го танкового батальона 49-й гвардейской танковой бригады (12-й гвардейский танковый корпус, 2-я гвардейская танковая армия, 1-й Белорусский фронт).
В январе 1945 года в ходе Варшавско-Познанской операции решительные действия роты гвардии лейтенанта А. И. Шумилова сыграли важную роль при освобождении польских населённых пунктов Гощин, Блиндув, Любень, Ходеч и Радзеюв. Танкисты уничтожили 17 орудий, два дота, 20 пулемётных гнёзд, 5 автомашин с грузами, 10 блиндажей и более 140 солдат и офицеров противника. При этом танковый экипаж А. И. Шумилова уничтожил противотанковую батарею, 4 пулемётных расчёта, две автомашины и около 35 немецких солдат. 20 января, благодаря активным действиям роты А. И. Шумилова, без особых потерь был взят город Радзеюв (Польша).
Указом Президиума Верховного Совета СССР от 27 февраля 1945 года «за образцовое выполнение боевых заданий командования на фронте борьбы с немецкими захватчиками и проявленные при этом отвагу и геройство» гвардии младшему лейтенанту Шумилову Анатолию Ивановичу присвоено звание Героя Советского Союза с вручением ордена Ленина и медали «Золотая Звезда» (№ 5742).
Этим же Указом за освобождение город Радзеюв высокого звания был удостоен командир танкового взвода гвардии лейтенант И. И. Гранкин.
Командир танковой роты Т-34 18-го отдельного гвардейского мотоциклетного батальона 12-го гвардейского танкового корпуса А. И. Шумилов закончил войну в Берлине.

### Послевоенное время
После войны продолжил службу в армии на командных должностях. С 1964 года полковник А. И. Шумилов — в запасе.
Жил в Нижнем Новгороде. Работал начальником диспетчерского бюро на Горьковском машиностроительном заводе имени Я. З. Воробьёва.
Умер 25 февраля 2002 года. Похоронен в Нижнем Новгороде на Аллее Героев кладбища «Красная Этна».

## Награды и звания
- Герой Советского Союза (27 февраля 1945, Медаль «Золотая Звезда» № 5742)[4][5];
- орден Ленина (27 февраля 1945);
- орден Красного Знамени (16 мая 1945)[6];
- орден Отечественной войны I степени (11 марта 1985)[7];
- орден Отечественной войны II степени (9 августа 1944)[3];
- орден Красной Звезды;
- медали, в том числе[8]:
  - медаль «За победу над Германией»;
  - медаль «За взятие Берлина»;
  - медаль «За освобождение Варшавы».

## Память
На доме № 14 по улице Космонавта Комарова в городе Нижний Новгород, где жил А. И. Шумилов с 1964 по 2002 год, установлена памятная доска.